# Еріх Юсковяк
Еріх Юсковяк (нім. Erich Juskowiak, нар. 7 вересня 1926, Обергаузен — 1 липня 1983, Дюссельдорф) — західнонімецький футболіст, що грав на позиції захисника. Відомий за виступами у низці німецьких клубів. та у складі збірної ФРН. Учасник чемпіонаті світу 1958 року, на якому став першим німецьким футболістом, якого вилучили з поля на чемпіонаті світу.

## Біографія
Еріх Юсковяк народився у місті Обергаузен. Під час Другої світової війни служив у німецькій армії, після поранення в голову демобілізований. З 1943 року грав за «Обергаузен 08», а в 1946 році став гравцем клубу Оберліги «Рот-Вайс» зі свого рідного міста, за яку грав до 1950 року. У 1950—1951 роках грав у клубі «Вупперталер», після чого повернувся до «Рот-Вайса», за який грав до 1953 року. З 1953 року грав у команді «Фортуна» з Дюссельдорфа, у якій закінчив виступи на футбольних полях у 1962 році.
У 1951 році Еріх Юсковяк розпочав виступи у збірній ФРН. У складі збірної брав участь у чемпіонаті світу 1958 року. На чемпіонаті західнонімецька збірна, яка приїхала до Швеції в ранзі чемпіонів світу, дійшла до півфіналу, в якому поступилася збірній Швеції. Під час матчу він зумів випередити нападника шведської збірної Курта Хамріна, проте той порушив проти Юсковяка правила, на що той відповів ударом у відповідь. після чого німецького захисника вилучили з поля, й він став таким чином першим німецьким футболістом. якого вилучили з поля у грі на чемпіонаті світу. У збірній Еріх Юсковяк грав до 1959 року, всього зігравши у ній 31 матч.
Після закінчення кар'єри Юсковяк жив у Дюссельдорфі, де й помер 1 липня 1983 року від серцевої недостатності.